# EyeToy: Play
EyeToy: Play is een computerspel uit 2003 wen was het eerste spel beschikbaar voor de EyeToy. Het beschikt over 12 minigames om alleen of met (maximaal 4) vrienden te spelen. Het spel wordt gespeeld door bewegingen te maken met het lichaam, wat waargenomen wordt door de EyeToy-camera. De software herkent pixelveranderingen in het beeld van de EyeToy en weet zo dat er een beweging gebeurt. Als de speler een high-score heeft gehaald, wordt zijn foto gemaakt met de camera. Optioneel kan de speler sommige dingen ook met de gewone PS2-controller besturen.

## Minigmes
In het spel zijn 12 minigames beschikbaar:
- Beat Freak
- Kung Foo
- Wishi Washi
- Keep Ups
- Boxing Chump
- UFO Juggler
- Slapstream
- Plate Spinner
- Boogie Down
- Ghost Catcher
- Mirror Timer
- Rocket Rumble

## Prijzen
- E3 2003 Game Critics Awards: Beste Puzzel Spel